# Бораборская альциона
Бораборская альциона (лат. Todiramphus tutus) — вид птиц семейства зимородковых. Распространён на юге Океании. Встречается на островах Кука и островах Общества.

## Таксономия
Вид впервые описан в 1788 году немецким натуралистом Иоганном Фридрихом Гмелином в переработанном и расширенном издании «Системы природы» Карла Линнея под биноменом Alcedo tuta.

## Описание
Бораборская альциона достигает длины 22 см. Половой диморфизм не выражен. У взрослых особей номинативного подвида белые лоб и бровь, на лице зеленовато-чёрная маска. Темя, спина, крылья и хвост голубовато-зелёные, воротник и нижние части тела белые. Надклювье чёрное, подклювье от бледно-жёлтого до цвета слоновой кости с тёмными краями и кончиком; радужная оболочка тёмно-коричневая; ноги и ступни чёрные. Отличается от T. veneratus белой надбровной дугой и воротником белого цвета. Молодые особи похожи на взрослых, но у них края кроющих перьев крыла охристые, на задней части шее и спине чёрные отметины, грудь с тонкими чёрными полосками. У подвида T. t. atiu темя в основном белое с зелёными полосами и пятном, ограниченным в центральной части; у подвида T. t. mauke лоб, воротник, бока груди и другие белые части с охристым оттенком.

## Биология
Бораборская альциона обитает в тропических влажных лесах. Держится в одиночку или парами. Кормится в средних и верхних ярусах деревьев, ловит добычу в полёте в кронах деревьев или над ними, иногда слетает за добычей на землю или мелководье. В состав рациона входят насекомые, такие как кузнечики (Orthoptera), термиты (Isoptera), палочники (Phasmida), тараканы (Blattodea), личинки насекомых, а также пауки, черви (Oligochaeta), пресноводные креветки длиной 5—6 см, мелкие пресноводные рыбы и мелкие ящерицы. Гнездится в дуплах деревьев.

## Подвиды и распространение
Выделяют три подвида:
- Todiramphus tutus (Gmelin, 1788) — центральные Острова Общества (восточная Полинезия)
- Todiramphus tutus atiu  (Holyoak, 1974) — остров Атиу (Острова Кука)
- Todiramphus tutus mauke  (Holyoak, 1974) — остров Мауке (Острова Кука)